# Sociedad Libre de Economía Política
La Sociedad Libre de Economía Política se fundó en Madrid el 2 de enero de 1857 por Laureano Figuerola, Gabriel Rodríguez, Luis María Pastor, Manuel Colmeiro, José Echegaray y Segismundo Moret. Fue presidida por el propio Laureano Figuerola.
Esta institución pretendía difundir las ideas librecambistas en un país donde imperaban las proteccionistas, sobre todo gracias a la influencia de la burguesía catalana de Güell o Bosch, entre otros. Estaba organizada a través del Fomento de la Producción Nacional.
- Datos: Q27961227